# Zeta Aquarii
Zeta Aquarii (ζ Aqr / 55 Aquarii) es una estrella binaria en la constelación de Acuario que se encuentra a 92 años luz del sistema solar. Se considera que Christian Mayer, director del Observatorio de Mannheim, fue el primero en observar su duplicidad en 1777.
Se localiza prácticamente sobre el ecuador celeste. De hecho, antes de finales de 2003 estaba en el hemisferio sur, momento en el que debido a la precesión de la Tierra cruzó al hemisferio norte.

## Nombre
Zeta Aquarii ostenta el nombre tradicional de Sadaltager —o Altager—, del árabe سعد التاجر sa‘d al-tājir, «la suerte del mercader».
En el catálogo estelar Calendarium de Al Achsasi Al Mouakket, esta estrella fue designada Achr al Achbiya (أجر ألأجبية - akhir al ahbiyah), que fue traducido al latín como Postrema Tabernaculorum, que significa «el final de la suerte de las tiendas (viviendas)».
Asimismo, Zeta Aquarii, junto a las vecinas Sadachbia (γ Aquarii), Seat (π Aquarii) y η Aquarii, eran al Aḣbiyah (الأخبية), «la tienda».

## Características
Las dos estrellas del sistema son blanco-amarillas, de tipo espectral F.
La más brillante, Zeta Aquarii A (ζ2 Aquarii / HD 213052), tiene magnitud aparente +4,36 y es una estrella de la secuencia principal de tipo F3V quince veces más luminosa que el Sol.
Por su parte, Zeta Aquarii B (ζ1 Aquarii / HD 213051) es una subgigante de tipo F6IV —clasificada también como F2— con una luminosidad equivalente a 12 soles.
La masa de la componente principal es un 72% mayor que la masa solar, mientras que la de la secundaria es un 65% mayor.
El sistema Zeta Aquarii sólo ha sido podido ser observado a lo largo de la mitad de su órbita. Por ello, el tamaño y la forma de la órbita no son bien conocidas. Su período orbital puede ser de 587 años y la órbita parece ser claramente excéntrica, siendo la distancia entre componentes en el apoastro unas cuatro veces mayor que en el periastro, cuando es aproximadamente la existente entre el Sol y Plutón.
Por otra parte, se sospecha que Zeta Aquarii B puede ser, a su vez, una binaria astrométrica.
Con un período de 25,8 días, el semieje mayor de esta órbita tendría 10,8 UA. De confirmarse, la acompañante sería una enana roja de tipo M0V con una masa equivalente al 40% de la del Sol.
El sistema muestra una metalicidad ligeramente inferior a la solar ([Fe/H] = -0,05) y tiene una edad de aproximadamente 1200 millones de años.